# Tossal del Vigatà
El Tossal del Vigatà és un dels cims de la Serra de la Campaneta, de la qual constitueix l'extrem meridional.
Queda just a ponent del Castell de Toló.

## Referències

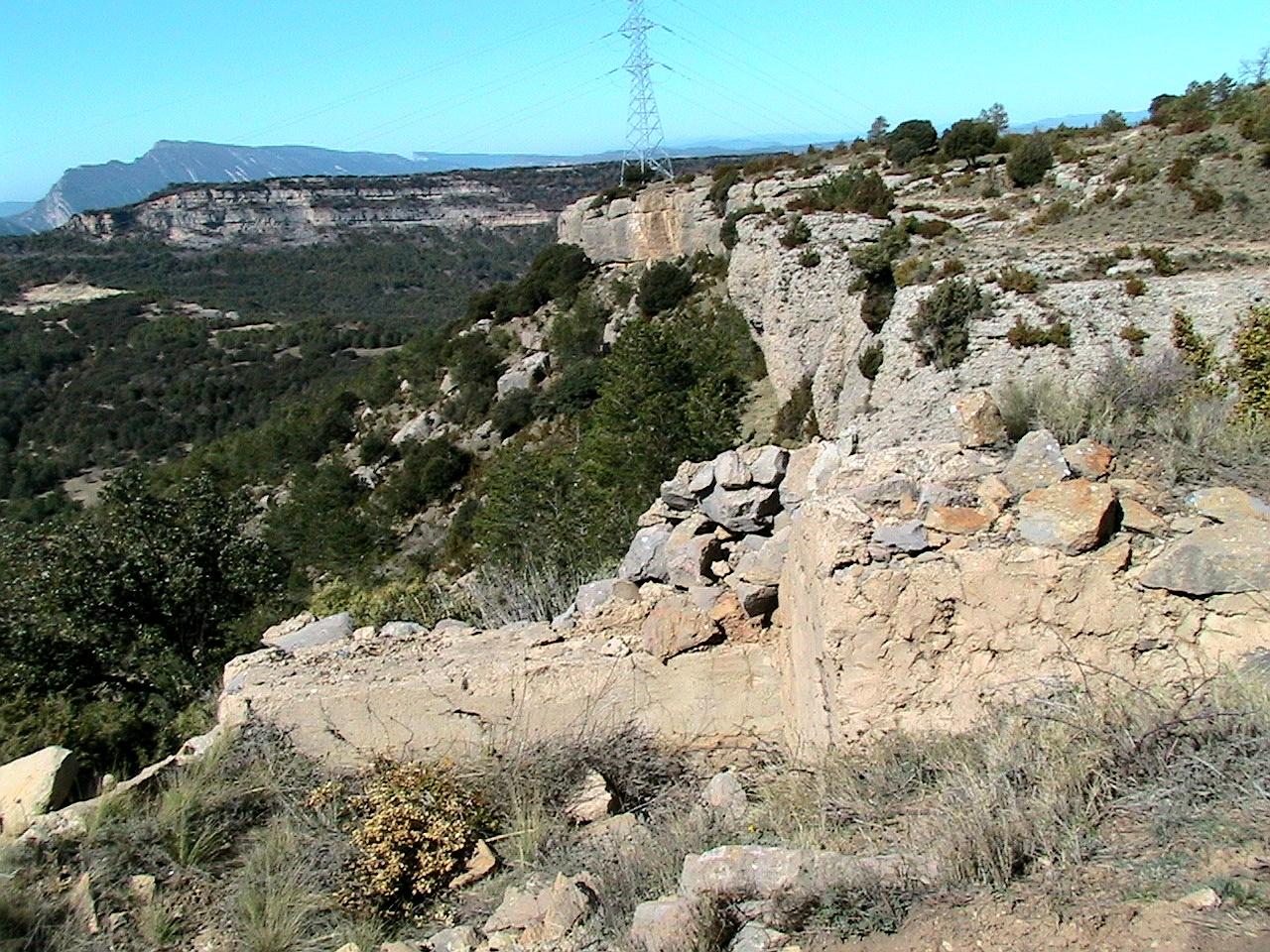
Cim del Tossal del Vigatà amb construccions defensives de la guerra civil